# Jan Hlaváč (chemik)
Jan Hlaváč (16. července 1926 Kyjov – 21. března 2018) byl český chemik a emeritní profesor Vysoké školy chemicko-technologické v Praze.

## Vzdělání, profese a rodina
Narodil se v učitelské rodině, v níž byl veden v masarykovské orientaci. Rodina byla postižena smrtí otce jako vězně gestapa pro účast v odboji (1944). Měl mladší sestru, jež zemřela ve svých 48 letech. V Kyjově absolvoval reálné gymnasium, maturoval v roce 1945 po roční přestávce „totálního nasazení“ v uhelném dole. Vynikající učitel chemie vzbudil jeho zájem o svůj obor, takže v letech 1945–1949 vystudoval Vysokou školu chemicko-technologického inženýrství v Praze (tehdy ve svazku ČVUT). Byl pak zaměstnán jako výzkumný pracovník Čs. závodů sklářských. Absolvoval vědeckou aspiranturu (CSc. 1954) a poté byl do roku 1958 členem skupiny, zřízené na VŠCHT z podnětu Ministerstva školství k výzkumu technické oxidové keramiky pod vedením prof. Rudolfa Bárty, jehož si velmi vážil pro jeho široký rozhled v oborech skla, keramiky a anorganických pojiv, i pro jeho lidský přístup k mladým spolupracovníkům. Vedl je k samostatnosti a odpovědnosti, jakož i k zájmu o progresivní výzkumné směry oboru ve světě. Při komunistických prověrkách byl však prof. Bárta v roce 1958 ve věku 60 let ze dne na den zbaven místa profesora a vedoucího katedry a poslán do důchodu.
V roce 1958 nastoupil na místo odborného asistenta Katedry technologie silikátů VŠCHT, kde vykonával také funkce tajemníka a zastupujícího vedoucího katedry v letech 1960–1962, po dobu hledání nového profesora. V roce 1962 se habilitoval prací „Kinetika tvorby spinelu MgAl2O4“ a roku 1965 byl jmenován docentem. Již roku 1960 převzal přednášení základního předmětu specializace „Technologie silikátů“, který pak učil s podstatně změněnou náplní do roku 2000. Vydal pro něj 500 stránkovou monografii (dvě vydání v SNTL Praha a anglické vydání v nakladatelství Elsevier). Hlavní změny obsahu předmětu spočívaly v začlenění fyzikálně-chemických a inženýrských souvislostí do dosud převážně popisného užšího pojetí, a ve větší orientaci na současnou materiálovou vědu.
Hodnost DrSc. získal na základě obhajoby práce „Reaktivita pevných látek při vysokoteplotních procesech“ v roce 1969 a v tomtéž roce byl zvolen ještě ve svobodných volbách proděkanem pro vědu Fakulty chemické technologie pro období 1970–1973. Profesorem pro obor technologie silikátů byl jmenován roku 1982. Během svého působení na VŠCHT vedl přes sto diplomantů a několik desítek postgraduantů k získání hodnosti CSc., později doktorátu (nověji PhD). Vychoval tak několik generací úspěšných inženýrů a vědeckých pracovníků pro obory anorganických nekovových materiálů. Aktivní činnost na VŠCHT ukončil v roce 2007.
Od roku 1950 žil s manželkou, synem a dcerou v Praze. Mezi jeho osobní zájmy patřila hudba a moravský folklor, hrál na piano a kontrabas. Česká televize natočila k jeho osmdesátinám medailon v rámci pořadů Barvy života v roce 2006. Od roku 2010 byl čestným občanem města Kyjova.
Svoji alma mater (VŠCHT), na které celý život působil, naposledy navštívil ve středu 20. prosince 2017 při příležitosti vánočního přípitku na ústavu silikátů, se kterým byl velmi úzce spjat. Když naposledy opouštěl budovu školy, prohlásil sice pesimisticky a vyčerpaně, ale s pohledem velmi úspěšného vědce s naplněným životem: "Člověk by se neměl dožít víc než 90..". Zemřel 21. března 2018 v 91 letech na zápal plic.

### Významnější stupně odborné kariéry
- Proděkan Fakulty chemické technologie pro vědu 1970–1973 (svobodné volby 1969)
- Vědecký tajemník Odborné skupiny sklo při ČSVTS (1970–1980)
- Člen a místopředseda Akademického senátu VŠCHT v Praze (1990–1993)
- Vedoucí Ústavu skla a keramiky na VŠCHT v Praze (1991–1997)
- Člen a místopředseda Správní rady VŠCHT v Praze (2001–2007)
- Dlouholetý člen nebo předseda vědeckých rad, oborových a redakčních rad, komisí pro obhajoby vědeckých hodností, habilitačních a jmenovacích komisí aj.

## Zahraniční zkušenosti
Na pozvání University of Sheffield absolvoval v roce 1973 na tamním Department of Glass Technology tříměsíční studijní pobyt. V letech 1968–1985 působil aktivně v orgánech Mezinárodní chemické unie (IUPAC), a to zprvu jako národní delegát za Čs. společnost chemickou, později jako volený přidružený a titulární člen komise pro vysokoteplotní chemii a chemii pevných látek, v posledním období pak jako člen anorganické divize. V té době byl komisí pověřen vedením mezinárodního výzkumného projektu, který proběhl za účasti vědců z Evropy, USA a Japonska (výsledky byly publikovány – viz dále). V téže době byl pozván k členství v Société française des hautes températures et des réfractaires a také k členství v redakční radě časopisu téže společnosti Dále byl dlouhá léta členem Society of Glass Technology (Anglie). V devadesátých letech spolupracoval s americkým ústavem zaměřeným na likvidaci radioaktivních odpadů (Pacific Northwest National Laboratory, Richland. USA). Výsledky výzkumné činnosti prezentoval na mezinárodních konferencích a symposiích hlavně v Evropě, také v USA a v Japonsku .

## Zaměření výzkumu
Ve výzkumné činnosti se zabýval (spolu s diplomanty a doktorandy) řešením řady praktických úkolů v rámci smluvní spolupráce s průmyslem a také výzkumem korundové keramiky pro technické účely. Významnými tématy jeho pozdější činnosti byly zejména kinetika a mechanismy reakcí pevných látek, teoretické základy tavení skla, v posledním období interakce povrchů skel s vodnými roztoky s ohledem na fixaci radioaktivních odpadů a na bioaktivní implantační materiály pro medicínu. V letech sedmdesátých a osmdesátých působil jako celostátní koordinátor základního výzkumu v oboru skla v rámci tehdejšího státního plánu základního výzkumu řízeného ČSAV.
Na ústavu prosazoval společné metodické přístupy v základním i aplikovaném výzkumu: používání nově vyvinutých metod a přístrojů pro studium pevných látek, fyzikálně-chemické aspekty materiálových výrob, aplikace principů materiálového a chemického inženýrství (teorie procesů, přenosové jevy, matematické modelování apod.). Podílel se na zintenzivnění kontaktů se zahraničními universitami, zejména ve Francii, v USA a ve Velké Británii.

## Ocenění za odbornou činnost
- Sklářská cena, ČSVTS (1981)
- Cena České matice technické (1982) za knihu Základy technologie silikátů
- Medaile F. Štolby a E. Votočka, VŠChT (1986 a 1992)
- Medaile Ministerstva školství za učitelskou činnost (1993)
- Medaile J. Hlávky za celoživotní vědeckou a pedagogickou práci (1996 )

## Publikace
- R. Bárta, J. Hlaváč: Sklářství. 196 stran, SNTL Praha, 1963.
- J. Hlaváč a kol.: Tavení skla. 235 stran. SNTL Praha, 1970.
- J Hlaváč: Základy technologie silikátů. 500 stran, SNTL Praha 1981, 2. vyd. tamtéž 1988.
- J. Hlaváč: The Technology of Glass and Ceramics – An Introduction. 431 stran, Elsevier Amsterdam-Oxford-New York 1983 (upravená verze české knihy).

### Vybrané publikace ze stovky článků v odborných časopisech a sbornících
- J. Hlaváč: The reactivity od alumina in the spinel formation. Proceed. 4th IUPAC Symp, Reactivity of Solids. Amsterdam 1961, Proceed. Elsevier 1961, p. 129–137.
- Hlaváč J., Matěj J.: Mechanismus a kinetika rozkladu křemičitých skel vodnými roztoky. Silikáty 7, 264–289, 1963. Pokračování Matěj-Hlaváč tamtéž: II. 235 (1966), III. 3 (1967).
- Hlaváč J., Nademlýnská H.: Dissolution of spherical silica particles in molten sodium disilicate. Glass Technology (GB) 10, 54–58, 1969.
- Hlaváč J. Melting Temperatures od Refractory Oxides. Pure and Appl. Chem. 54, 681–688, 1982. Výsledky mezinárodního projektu IUPAC.
- J. Hlaváč: Reactivity of solids in high temperature processes. Pozvaná přednáška na 4th Symposium on the Science and Technology of Sintering, Tokyo 1987. Otištěna ve sborníku Sintering Key Papers, Ed. S. Somiya, Elsevier 1990, p. 325–340.
- Hlaváč J., Rohanová D., Helebrant A.: The effect of TRIS buffer on the leaching behaviour of bioactive glass-ceramics. Ceramics-Sil. 38, 119–122, 1994.